# Каффи, Франческо
Франческо Каффи (итал. Francesco Caffi; 14 июня 1778, Венеция — 24 января 1874, Падуя) — итальянский музыковед
.
Юрист по профессии, Каффи с 1827 г. работал в апелляционном суде Милана, с 1840 г. возглавлял провинциальный суд в Ровиго. Выйдя на пенсию в 1851 году, он поселился в Падуе и целиком посвятил себя музыкальным исследованиям. Тем не менее, основные труды Каффи в области музыки связаны с историей музыки в Венеции и с венецианскими музыкантами. Он опубликовал, в частности, биографические очерки о Джозеффо Царлино, Бенедетто Марчелло, Антонио Лотти, первую биографию Доменико Драгонетти. Важнейший труд Каффи — «История церковной музыки в капелле Святого Марка в Венеции» (итал. Storia della musica sacra nella già Cappella Ducale di S. Marco in Venezia; 1854).